# Suffocation
Suffocation é uma banda de brutal death metal, death metal técnico dos Estados Unidos, formada em 1988.

## História
Depois de formada em 1990, já lançando sua demo Reincremation, que despertou o interesse de várias gravadoras para gravar seu próximo álbum. A Relapse Records assinou um contrato com a banda que gravou o EP Human Waste sendo o primeiro CD gravado pela Relapse. Logo assim Human Waste serviu como uma base para a gravação do então clássico Effigy of the Forgotten porque de nove músicas do álbum, cinco são regravações. O seguinte álbum, Breeding the Spawn não agradou muito os fãs apesar da expansão dos vocais de Frank Mullen, e a arte muito bem elaborada, a qualidade sonora não e a das melhores pois sua gravadora se recusou a pagar o orçamento porque estava passando por uma crise financeira. 
Em 1995 a Roadrunner Records assinou contrato com a banda para a gravação do aclamado Pierced From Within que rendeu uma longa turnê. Depois dessa excursão de 3 anos, a banda assinou contrato com a Vulture Records para a gravação do EP Despise the Sun que ficou conhecido como o álbum mais pesado da história [carece de fontes?]. Depois de uma bem sucedida turnê, problemas haviam acontecido, os quais acarretaram o fim temporário da banda. Em 2003 a banda se reuniu e no ano seguinte gravou a single "Surgery of Impalement" com 3 músicas.Duas das músicas foram apresentadas no álbum seguinte Souls to Deny, que marcou o retorno de Suffocation como uma das melhores bandas de death metal. Um clipe foi feito para "Surgery of Impalement". Durante a turnê de Souls to Deny, foi gravado um álbum ao vivo chamado The Close of a Chapter, cujo nome diz que a banda retornava para ficar. Logo depois foi gravado um single chamado "Abomination Reborn" que fez parte do álbum de 2006 simplesmente intitulado Suffocation.
Depois de assinar com a Nuclear Blast, a banda lança o seu sexto disco Blood Oath. O baterista de longa data Mike Smith deixou o grupo novamente em 2012, sendo substituído por Dave Culross, que já havia gravado Despise the Sun.
O último álbum do grupo, Pinnacle of Bedlam, foi lançado em 15 de Fevereiro de 2013.
Desde o lançamento do Pinnacle de Bedlam em 2013, vocalista Frank Mullen se aposentou das turnês em tempo integral, devido a seu novo emprego, porém, ela ainda continua sendo vocalista oficial do grupo. Desde então, ele foi substituído por vários vocalistas para as turnês da banda ao vivo, incluindo Bill Robinson, John Gallagher e o atualmente Ricky Myers.
Em 2018 o vocalista Frank Mullen deixou a banda.

## Discografia
Álbuns de estúdio
- Effigy of the Forgotten (1991)
- Breeding the Spawn (1993)
- Pierced from Within (1995)
- Souls to Deny (2004)
- Suffocation (2006)
- Blood Oath (2009) (nº135 na Billboard 200)
- Pinnacle of Bedlam (2013) (nº152 na Billboard 200)
- ...of the Dark Light (2017)

EPs
- Human Waste (1991) Relapse Records
- Despise the Sun (1998) Vulture

Outros lançamentos
- Reincremation (demo, 1990)
- Live Death (split, 1994)
- Live in Quebec - The Close of a Chapter (álbum ao vivo, 2005)
- The Best of Suffocation (coletânea, 2006)

## Integrantes
| Atuais - Frank Mullen – vocal (1988-1998, 2002-2018) - Terrance Hobbs - guitarra (1990–1998, 2002–atualmente) - Derek Boyer - baixo (2004–atualmente) - Charlie Errigo – guitarra (2016–atualmente) - Eric Morotti – bateria (2016–atualmente) Músicos de turnê - Keith DeVito – vocal (1995) - Bill Robinson – vocal (2012) - John Gallagher – vocal (2013) - Ricky Myers – vocal (2014-2016) | Ex-integrantes - Guy Marchais - guitarra (1988–1990, 2003–2016) - Todd German - guitarra (1988-1990) - Josh Barohn - baixo (1988-1991, 2002-2004) - Doug Cerrito - guitarra (1990–1998) - Mike Smith - bateria (1990–1994, 2002-2012) - Chris Richards - baixo (1991–1998) - Doug Bohn - bateria (1994–1997) - Dave Culross - bateria (1997–1998, 2012-2014) - Kevin Talley - bateria (2014–2016) |